# NCIS (2.ª temporada)
A segunda temporada de NCIS começou em 28 de setembro de 2004 e terminou em 24 de Maio de 2005, com uma dramática perda para a equipe.

## Elenco
| Participante | Participante | Participante | Participante | Participante | Participante        |
| ------------ | ------------ | ------------ | ------------ | ------------ | ------------------- |
|              | Principal    |              | Recorrente   |              | Convidado/Flashback |

| Personagem             | Ator/atriz        | Cargo                              | Participante |
| ---------------------- | ----------------- | ---------------------------------- | ------------ |
| Leroy Jethro Gibbs     | Mark Harmon       | Agente especial Supervisor do NCIS |              |
| Tony DiNozzo           | Michael Weatherly | Agente Especial Senior do NCIS     |              |
| Caitlin Todd           | Sasha Alexander   | Agente Especial do NCIS            |              |
| Abby Sciuto            | Pauley Perrette   | Especialista Forense do NCIS       |              |
| Timothy McGee          | Sean Murray       | Agente Especial do NCIS            |              |
| Donald "Ducky" Mallard | David McCallum    | Chefe dos Legistas do NCIS         |              |
| Jimmy Palmer           | Brian Dietzen     | Legista assistente do NCIS         |              |
| Tobias Fornell         | Joe Spano         | Agente Especial do FBI             |              |
| Thomas Morrow          | Alan Dale         | Diretor do NCIS                    |              |
| Paula Cassidy          | Jessica Steenuse  | Agente do NCIS                     | Ep.8         |
| Sarah McGee            | Troian Bellisario | Irmã McGee                         | Ep.20        |
| Ari Haswari            | Rudolf Martin     | Agente do Mossad                   | Ep.23        |

## Episódios
| Sequência | Episódios | Título                    | Direção             | Escrito por                                                      | Data de exibição        | Audiência EUA (em milhões) |
| --- | --------- | ------------------------- | ------------------- | ---------------------------------------------------------------- | ----------------------- | -------------------------- |
| 24 | 1         | "O Que Os Olhos Não Veem" | Thomas J. Wright    | Chris Crowe                                                      | 28 de setembro de 2004  | 14.33                      |
| A esposa e a filha cega de 9 anos de um capitão da Marinha são seqüestradas, e o capitão é tido como refém em seu próprio escritório, sendo vigiado por uma câmera enquanto negocia com os sequestradores. A equipe NCIS investiga o esquema que envolve uma grande quantia de dinheiro. Timothy McGee é promovido à Agente Especial. |           |                           |                     |                                                                  |                         |                            |
| 25 | 2         | "O Guia da Boa Esposa"    | Dennis Smith        | Gil Grant                                                        | 5 de outubro de 2004    | 14.28                      |
| Os restos mumificados de uma mulher são encontrados em uma área abandonada. A equipe descobre que a mulher estava desaparecida há muitos meses, usava um vestido de noiva quando morreu, e pode ter sido vítima de um serial killer. A busca pelo assassino os leva para a Flórida, onde eles começam a procurar por uma mulher que desapareceu misteriosamente depois de ir trabalhar. Uma das pistas que eles têm é o antigo manual das boas esposas. |           |                           |                     |                                                                  |                         |                            |
| 26 | 3         | "Desaparecido"            | James Whitmore, Jr. | Frank Cardea e George Schenck                                    | 12 de outubro de 2004   | 14.86                      |
| Um helicóptero da Marinha é descoberto no meio de uma área rural, e os pilotos desapareceram. Logo, os agentes descobrem que somente um dos pilotos estava no vôo e na cidade há uma rixa de décadas, e que o piloto desaparecido está buscando por vingança. |           |                           |                     |                                                                  |                         |                            |
| 27 | 4         | "Ten. Fulana de Tal"      | Dan Lerner          | Donald Bellisario, Gil Grant, Steven Mitchell e Craig Van Sickle | 19 de outubro de 2004   | 14.05                      |
| O corpo de uma mulher vestida com o uniforme da Marinha é encontrado por dois navegadores. Ducky liga o assassinato a um caso não solucionado já com 10 anos, e a equipe procura pelo serial killer que deixou um bilhete prometendo voltar. |           |                           |                     |                                                                  |                         |                            |
| 28 | 5         | "Quintal de Ossos"        | Terrence O'Hara     | John Kelley                                                      | 26 de outubro de 2004   | 13.68                      |
| Os NCIS descobrem que uma área exclusiva da marinha está sendo usada pela máfia para esconder corpos. Uma das vítimas era um agente do FBI disfarçado, e agora a equipe precisa encontrar os culpados. Personagem recorrente: Joe Spano como Agente do FBI Fornell. |           |                           |                     |                                                                  |                         |                            |
| 29 | 6         | "Licença Terminal"        | Jeff Woolnough      | Roger Director                                                   | 16 de novembro de 2004  | 15.27                      |
| Gibbs observa o relacionamento tenso entre os membros da família quando a equipe tenta convencer uma rígida agente do FBI, Lina Reyes, a deixá-los participar em uma investigação de terrorismo. Quando a equipe NCIS identifica o criminoso, outra ameaça é feita na vida dos pilotos e fica claro que há mais nessas ameaças do que terrorismo. |           |                           |                     |                                                                  |                         |                            |
| 30 | 7         | "Pedido de Silêncio"      | Thomas J. Wright    | Roger Director                                                   | 23 de novembro de 2004  | 14.71                      |
| Ernie Yost, um soldado da Marinha aposentado quer ganhar de uma Medalha de Honra, confesa ter assassinado seu melhor amigo há quase 60 anos, numa batalha na guerra. Os NCIS precisam resolver todos os segredos e salvar Ernie da prisão. |           |                           |                     |                                                                  |                         |                            |
| 31 | 8         | "Desengano Amoroso"       | Dennis Smith        | Frank Cardea e George Schenck                                    | 30 de novembro de 2004  | 15.65                      |
| Um estranho caso para Gibbs e sua equipe onde um comandante da Navy morre após um cirurgia com sucesso. Enquanto pesquisam sobre a vida do comandante a equipe decobre que ele fez muitos inimigos ultimamente. Personagem recorrente: Jessica Steen como Paula Cassidy. |           |                           |                     |                                                                  |                         |                            |
| 32 | 9         | "Entrada Forçada"         | Dennis Smith        | John Kelley e Jesse Stern                                        | 7 de dezembro de 2004   | 14.59                      |
| Gibbs e sua equipe são chamados para investigar a cena de um crime quando a esposa de um marinheiro mata um intruso que tentava seqüestra-la. A equipe NCIS rastreia os e-mails dela e chega a um website, que indica que ela pode ter seduzido o agressor com falsas promessas. Conforme a investigação continua, é descoberto que eles têm um sequestrador e assassino em série que usa a internet para procurar as próximas vítimas. |           |                           |                     |                                                                  |                         |                            |
| 33 | 10        | "Acorrentado"             | Thomas J. Wright    | Frank Military                                                   | 14 de dezembro de 2004  | 14.64                      |
| Tony se disfarça de prisioneiro fugitivo ligado à um condenado que tem a chave para recuperar uma escultura roubada que vale milhões de dólares. Mas quando o localizador GPS de Abby colocado em Tony não funciona, Gibbs e a equipe precisam trabalhar para encontrá-lo usando outros métodos, já que Tony não sabe que o ladrão pode ser um perigoso assassino. |           |                           |                     |                                                                  |                         |                            |
| 34 | 11        | "Água Negra"              | Terrence O'Hara     | Juan Carlos Coto e John Kelly                                    | 11 de janeiro de 2005   | 15.40                      |
| O corpo de um oficial da marinha que esteve desaparecido por dois anos é encontrado em um carro retirado de um lago por um investigador particular que agora reivindica a recompensa oferecida pela família. A equipe se surpreende quando uma bala é encontrada no carro. Agora o desaparecimento se tornou um assassinato. |           |                           |                     |                                                                  |                         |                            |
| 35 | 12        | "Espelho"                 | Terrence O'Hara     | Jack Bernstein                                                   | 18 de janeiro de 2005   | 14.53                      |
| A equipe assume outro caso estranho quando um operador de telemarketing denuncia o possível assassinato de um oficial que pareceu estar morrendo no telefone. No entanto, com a ajuda dos policiais, a equipe descobre que a ligação do oficial era somente um trote, até que ele é realmente encontrado morto... |           |                           |                     |                                                                  |                         |                            |
| 36 | 13        | "Quebra-Cabeça de Carne"  | Thomas J. Wright    | Frank Military                                                   | 8 de fevereiro de 2005  | 12.74                      |
| Ducky e Jimmy identificam as partes de três corpos que estavam dentro de um barril meses antes, e a equipe descobre que dois dos corpos de um xerife e de um promotor público que trabalhou com Ducky em um caso ocorido dez anos antes. Gibbs acredita que Ducky possa ser a próxima vítima do assassino, e então ordena que a equipe mantenha Ducky e sua mãe a salvo. Mesmo assim, Ducky é sequestrado durante a investigação e agora a equipe precisa encontrá-lo antes que seja tarde.                                                                                            |           |                           |                     |                                                                  |                         |                            |
| 37 | 14        | "Testemunha"              | James Whitmore, Jr. | Frank Cardea and George Schenck                                  | 15 de fevereiro de 2005 | 13.04                      |
| Erin Kendall afirma ter visto o assassinato de um vendedor em um apartamento em frente ao dela. Gibbs encaminha o caso para Tim, que acredita que pode resolver sozinho. No entanto, quando algumas provas aparecem, Tim convence a equipe a ajudá-lo. |           |                           |                     |                                                                  |                         |                            |
| 38 | 15        | "Filmando"                | Jeff Woolnough      | Chris Crowe, Gil Grant e John Kelley                             | 22 de fevereiro de 2005 | 13.59                      |
| A equipe assume o caso de um marinheiro morto que gravou sua morte enquanto caia do penhasco. Os principais suspeitos são a esposa e o melhor amigo da vítima. Gibbs descobre que eles tinham um caso e tenta convencer um a acusar o outro. Enquanto isso, Abby reconstrói o caso usando suas habilidades com o computador. |           |                           |                     |                                                                  |                         |                            |
| 39 | 16        | "Mundo Pop"               | Thomas J. Wright    | Frank Military                                                   | 1 de março de 2005      | 13.68                      |
| Os NCIS iniciam uma investigação depois que a oficial Manda King é encontrada morta. O principal suspeito é o dono de um bar onde a irmã de King canta. |           |                           |                     |                                                                  |                         |                            |
| 40 | 17        | "Olho Por Olho"           | Dennis Smith        | Steven Kane                                                      | 22 de março de 2005     | 14.86                      |
| Quando um oficial trabalhando no serviço de Inteligência recebe um par olhos pelo correio, a equipe da NCIS começa a investigar o caso. Depois que um marinheiro comete suicídio, a investigação leva a um de seus professores, que está trabalhando para a CIA no Panamá. Tony e Kate viajam para o Paraguai. |           |                           |                     |                                                                  |                         |                            |
| 41 | 18        | "Concurso de Biquíni"     | Stephen Cragg       | David North                                                      | 29 de março de 2005     | 14.27                      |
| Uma bela oficial, que tinha acabado de voltar ao seu trabalho, é encontrada morta nos bastidores de uma competição de biquinis. A equipe suspeita que vítima deveria ter alguém perseguindo-a. |           |                           |                     |                                                                  |                         |                            |
| 42 | 19        | "Teoria da Conspiração"   | Jeff Woolnough      | Frank Military                                                   | 12 de abril de 2005     | 13.89                      |
| Depois que uma oficial comete suicídio, a equipe precisa investigar o caso. Enquanto a principal razão para a morte dela é explicada como uma crise nervosa, Ducky acredita que ela tenha sido assassinada. As provas indicam que ela estava envolvida em um triângulo amoroso. Personagem recorrente: Joe Spano como Agente do FBI Fornell. |           |                           |                     |                                                                  |                         |                            |
| 43 | 20        | "Célula Vermelha"         | Dennis Smith        | Christopher Silber                                               | 26 de abril de 2005     | 13.67                      |
| Depois que um marinheiro é assassinado em uma escola, a equipe encontra um possível suspeito, mas logo voltam à estaca zero quando o suspeito também é assassinado. Tim e Abby descobrem uma pista nos e-mails que faz a equipe acreditar que talvez o marinheiro estivesse envolvido em um sério jogo. Personagem recorrente: Troian Bellisario como Sarah McGee. |           |                           |                     |                                                                  |                         |                            |
| 44 | 21        | "Herói da Cidade"         | James Whitmore, Jr. | Frank Cardea e George Schenck                                    | 5 de maio de 2005       | 13.55                      |
| Um jovem marinheiro que era investigado pela polícia por ter assassinado uma jovem em sua cidade natal é morto no Iraque. Enquanto procuram por pistas nos pertences do morto, eles encontram o corpo da garota. A policia local acredita que o marinheiro realmente foi o assassino, mas Gibbs acredita que ele é inocente e irá tentar provar isso com a ajuda de Faith Coleman. |           |                           |                     |                                                                  |                         |                            |
| 45 | 22        | "Selado Com Um Beijo"     | Dennis Smith        | Donald Bellisario                                                | 10 de maio de 2005      | 13.58                      |
| Quando Tony abre uma misteriosa carta, um pequeno sopro de pó branco surge, levantando a possibilidade de ser um vírus mortal. Kate liga para pedir ajuda e como precaução, ela e Tony são isolados. McGee e Gibbs trabalham para descobrir quem enviou o envelope e como curar seus amigos antes que seja tarde demais. Enquanto isso, a saúde de Tony piora. Personagem recorrente: Tamara Taylor como Agente Especial do NCIS Cassie Yates |           |                           |                     |                                                                  |                         |                            |
| 46 | 23        | "Crepúsculo"              | Thomas J. Wright    | John Kelley                                                      | 24 de maio de 2005      | 14.74                      |
| Um grupo de terroristas procura vingança e manda Ari em uma missão para matar Gibbs. A equipe NCIS sai em busca dele, mas quando descobrem que Ari tem um plano ainda maior, já é tarde demais. Os NCIS's ainda precisarão enfrentar a morte de um membro da equipe, esse membro é Caitlin "Kate" Todd (Sasha Alexander). Esse episódio marca a saída da atriz Sasha Alexander que interpretava a Agente Especial de Campo Caitlin Todd, personagem introduzido na primeira temporada. Personagens recorrentes: Joe Spano como Agente do FBI Fornell e Rudolf Martin como Ari Haswari. |           |                           |                     |                                                                  |                         |                            |